# Lee Dixon
Lee Dixon (Manchester, 1964. március 17. –) angol labdarúgó.

## Élete és pályafutása
Szerepelt a Burnley (1982–1984), a Chester City (1984–1985), a Bury (1985–1986), s a Stoke City csapatában (1986–1988), míg végül 1988-ban elkötelezte magát a George Graham irányította Arsenalhoz.
Bár az Arsenal a megszerzésével a Manchester Unitedhez igazoló Viv Andersont akarta pótolni, eleinte nem sikerült Dixonnak az első csapatba kerülnie. A nemzetközi tapasztalattal is bíró Kenny Sansommal a balhátvéd posztján és a szintén ott otthonos, de jobbhátvédként is remekül teljesítő Nigel Winterburn-nel Lee az 1988. februári, Luton Town elleni debütálásától a szezon végéig mindössze hat mérkőzésen léphetett pályára. Nyáron Sansom elhagyta a csapatot, Winterburn átkerült a másik oldalra, így Dixon megkapta a kettes mezt (és a posztot), amit több mint tíz éven át viselt ezután.
Bár a drukkerek nagy része ebben az időben nem kedvelte túlzottan a csapat védekező felfogású játékát, de a szervezettségét a védelemnek a 90-es években a szakértők példaértékűnek tartották. Dixon és Winterburn hajtott a széleken, míg a kapitány, Tony Adams, és a kiöregedő David O'Leary operált középen. 1989-ben ez a csapatrész Steve Bould-dal erősödött, akit, mint korábban Lee-t is, Graham a Stoke Citytől szerződtetett. Ez az öt játékos (akik gyakran egy vonalban játszottak a szokásos négyvédős játék helyett) fontos tagja volt annak az Arsenalnak, ami 1989-ben bajnoki címet először nyerte el az 1971-es duplázás óta, amikor még Graham is játszott.
Dixon egy támadó felfogású jobbhátvéd volt, aki az előtte játszó szélsőt, David Rocastle-t mindig megpróbált támogatni. Olyan minőséget képviselt, hogy bár a támadást is jelentősen segítette, nem felejtette el sosem a főfeladatát, ami, mint szinte az egész csapatnak, a védekezés volt. Ebben az időszakban rövid ideig ő volt az első számú büntetőlövő. Az Arsenal a szezon utolsó meccsén, egy pénteki napon az Anfield Roadon küzdött a Liverpoollal a bajnoki cím elnyeréséért.
A meccs egy korábbi időpontról lett áthelyezve, és a Liverpool számára a Hillsborough-tragédia miatt különös jelentőséggel bírt. A Liverpool a tragédia után még megnyerte az FA-kupát, és már csak az Arsenal állt második duplázásának útjában. Az Arsenalnak egy legalább kétgólos győzelemre lett volna szüksége, minden más esemény a Liverpool kezébe adta volna a serleget.
90 perc után egy-nullára vezetett az Arsenal. Dixon, aki az utolsó pillanatig küzdött, kihozta a labdát saját térfeléről, és felnézett, mit lehetne tenni egy utolsó támadásként. Mikor meglátta, hogy Alan Smith, a középcsatár szabadon áll a jobb oldalon, pontosan hozzá továbbította a játékszert, a csatár pedig mellel levette azt. Smith magára húzta a védőket, majd a megfelelő pillanatban remekül ugratta ki Michael Thomast, aki átemelte a 'Pool kapusa, Bruce Grobbelaar felett a labdát. Az ellenfélnek nem maradt ideje újabb akcióra, így az Arsenalé lett a bajnoki cím!
Az Arsenal a következő években nem tudta elhódítani az angol bajnoki címet.Ezenkívül a Heysel-dráma okán az európai kupákban sem szerepelhettek, a többi angol klubhoz hasonlóan. Dixon személyes sikere volt, hogy először szerepelhetett az angol válogatottban, ahol 1990 áprilisában a csehszlovák gárda ellen lépett pályára az angol, mintegy felkészülésként a VB-re. Közmegelégedésre végezte feladatát, de kevés volt a remény, hogy bekerüljön a keretbe, ami a világbajnokságra utazik, mert Gary Stevens és Paul Parker mögött csak a harmadik számú jobbhátvéd volt. Csak ezen játékosok egyikének sérülése nyitotta volna meg az utat, de ez nem következett be.
A világbajnokság után az új angol kapitány, Graham Taylor sok lehetőséget adott Lee-nek Stevens és Parker mellett. A hatodik válogatott találkozóján, az írek elleni 1-1-es Eb-selejtezőn szerezte meg első gólját a háromoroszlánosok közt. Ebben az időben élte az Arsenal a védekező játékstílusának a csúcsát, Seamannal a kapuban mindössze egy vereséggel lettek bajnokok.
1991 végére Dixon már 11 válogatott mérkőzésen vett részt, beleértve az összes EB-selejtezőt. Az 1992-es Európa-bajnokságra végül pótselejtezőben jutottak be az angolok. Kevéssel a torna kezdete előtt Dixon megsérült, így Stevens rövid időre visszatérhetett. Egyre közeledett a keret kihirdetésének napja. Taylor benevezte Lee-t a keretbe, de végül sem ő, sem a Rangers hátvédje nem mehetett el, aki szintén sérülés "áldozata lett". Így Anglia egy épkézláb jobbhátvéd nélkül állt fel, nem is jutottak tovább a csoportból.
A felépülés nyara után ismét visszatért az angol csapatba, emellett megvédte bajnoki címét az Arsenallal. O'Leary visszatérése után Graham ismét megerősítette a védelmet. Martin Keown is végleg leszerződött, hisz bár már korábban is játszott itt, eddig nem kellett. A sors iróniája, hogy éppen Martin látta el az 1992-es Eb-n Dixon feladatát.
O'Learyt Dixon váltotta a sérülése után a '93-as Ligakupa-döntőben, ami 2-1-es győzelemmel zárult. Az FA-kupa fináléjában ugyancsak ez a csapat volt az ellenfél, az Arsenal hosszabbítás után nyerte meg a titulust. Nemzetközi szempontból szerencsétlen volt 1993-ban, hisz az angolok búcsúztak az 1994-es VB selejtezőiben. Dixon 21. válogatott meccse a San Marino elleni 7-1 volt, ahol az ellenfél már a 7. (!) másodpercben vezetést szerzett, aztán hiába döngölték őket földbe az angolok, nem jutottak be az USA-beli világbajnokságra. Eztán Taylortól Terry Venables vette át a munkát, aki azonban inkább Gary Neville-t favorizálta.
1994-ben Lee a kollekcióját egy európai kupával gazdagította, amikor is az Arsenal ugyanazt a remek védekezésre alapuló játékot játszotta, mint addig a Graham-érában, ismét bebizonyítva, hogy a támadójátékot is meg lehet állítani a legmagasabb európai szintű nívójú játék esetén is. A szurkolók ugyan szebb játékot szerettek volna, de ahogyan Dixon, Winterburn, Bould és Adams a KEK-döntőben a Parma ellen megállította Tomas Brolint, Gianfranco Zolát és Faustino Asprillát semlegesítették, azt a szakértők is taktikai mesterfogásként értékelték. Az Arsenal egy korai góllal vezetést szerzett, majd ezt az előnyt a meccs végéig megtartotta, így 1-0-s győzelmet aratott.
Dixon a kettes számú mezben szerepelt, az Arsenal a következő bajnoki szezonban csalódást okozott, ám ismét ott találta magát a KEK-döntőben, amit akkor éppen Párizsban rendeztek meg. Bár az Arsenal hátrányba került, ezt hamar kiegyenlítették, már várta mindenki a hosszabbítást, amikor az ellenfél, a Zaragoza játékosa, Nayim, hirtelen az utolsó percben egy félpályáról megküldött lövéssel eldöntötte a meccset. A gólban Seaman csúnyán benne volt.
1996-tól Wenger érkeztével egy új éra kezdődött el a csapatnál. A francia edző sok lényeges változtatást vitt végbe, például a játékosoknál személyre szabott, professzionális étkezési szabályok, életstílus elindítása és pszichológiai kezelés kezdődött el. Így a csapat még néhány évig tudta játszani a magas szintű védekezésre alapuló játékát. Wenger eredetileg az egész védelmet új játékosokra akarta cserélni, de erre végül semmi oka nem lett. Dixon a sok éve itt játszó védőtársaival együtt nagyon tisztelte, hogy Arséne segít nekik még hosszú évekig a legmagasabb színvonalon játszani.
A klub 1998-ban ismét duplázott, ez volt Lee 10. szezonja az Ágyúsoknál. Meglepetésre meghívást kapott a válogatottba, amikor Howard Wilkinson átvette Glenn Hoddle-tól a szövetségi kapitány posztját. Játszott a franciák elleni 2-0-s vereség alkalmából, ez volt 22. válogatottbeli meccse, majd szépen, csendesen eltűnt a válogatott meccsek színpadáról, és nem tért ide már vissza. Egy nagy tornán sem volt ott.
Sikeresen szerepelt a csapattal 2000-ben az UEFA-kupában, ahol az Arsenal a döntőbe jutott, amit Koppenhágában játszottak, ott, ahol hat éve KEK-et nyert a gárda. Most a török Galatasaraytól tizenegyesekkel elbukták a finálét. A következő évben az FA-kupa döntőjébe került a csapat, ám a cardiffi Millenniumi Stadionban 2-1-re legyőzte őket a Liverpool. A 37 éves Dixon a döntő gólnál lemaradt a sprintben 21 éves ellenfele, Michael Owen mellett.
A 2001–2002-es szezon végén, amikor ismét dupláztak a londoniak, Dixon abbahagyta pályafutását. Pont ekkor vonult vissza Adams is, így a legendás védelemből már csak Seaman és Keown játszott. O'Leary 1993-as visszavonulását Bould követte 1999-ben, majd egy évvel rá Winterburn is otthagyta a Highburyt és vele együtt a labdarúgó létet.
Dixon 458 bajnoki meccsen szerepelt piros-fehérben, 25 gólt lőtt, rengeteg sikert ért el. Visszavonulása után üzleti ötletei voltak, például egy berkshire-i étterem. A médiában szakértői szerepet vállalt, többek közt a BBC ismert, Match of the Day című műsorában.